# Hanspeter Klein
Hanspeter Klein (* 26. November 1939 in Dortmund) ist ein deutscher Kommunalpolitiker und war ein ehrenamtlicher Landrat (CDU).

## Leben und Beruf
Nach dem Schulbesuch studierte Klein an der Technischen Universität München. 1966 legt er die Prüfung zum Diplom-Ingenieur (TU) ab. Anschließend war er in einem Ingenieurbüro für Bauplanung und Bauberatung tätig. Seit 1968 ist er selbstständig freiberuflich tätiger Beratender Ingenieur.
Er ist verheiratet und hat zwei Kinder.

## Politik
Seit 1962 ist Klein Mitglied der CDU. Als Gründungsvorsitzender der CDU Elspetal saß er diesem Ortsverband von 1967 bis 1971 vor. Als Gründungsvorsitzender der CDU Lennestadt saß er diesem Ortsverband von 1969 bis 1981 vor.
Klein war vom 9. November 1969 bis 1999 Mitglied des Kreistages des Kreises Olpe. Ab 19. Februar 1987 bis 30. September 1999 war er Mitglied der Landschaftsversammlung des Landschaftsverbandes Westfalen-Lippe. Er war Vorsitzender der Kommunalpolitischen Vereinigung der CDU im Kreis Olpe und gehörte dem Landesvorstand der Kommunalpolitischen Vereinigung der CDU Nordrhein-Westfalen von 1983 bis 1987 an.

## Ämter
Vom 30. September 1984 bis zum 30. September 1999 war er Landrat des Kreises Olpe. Er war der letzte ehrenamtliche Landrat des Kreises. Klein war in verschiedenen Gremien des Landkreistages Nordrhein-Westfalen tätig. Seit Gründung der Ingenieurkammer-Bau NRW ist Klein dort Mitglied. Seit 1987 ist er Mitglied des Bundes Deutscher Baumeister, Architekten und Ingenieure e. V. 2000 bis 2008 war Klein Vizepräsident der Bundesingenieurkammer e. V. 2001 bis 2005 war er Mitglied des AHO Ausschuss der Verbände und Kammern der Ingenieure und Architekten für die Honorarordnung e.V. 2008 bis 2012 war er Vizepräsident des Bundesverbandes der Freien Berufe e. V. Seit 2006 ist er Vorsitzender des Verbandes Freier Berufe im Lande Nordrhein-Westfalen e. V. 2010 bis 2016 war er Mitglied des WDR-Rundfunkrats.  Seit 1975 ist er Mitglied des Verbandes Beratender Ingenieure VBI.

## Ehrungen
- Am 12. November 1984 erhielt Klein den Siegelring des Kreises Olpe.
- Er wurde 1992 mit dem Bundesverdienstkreuz und 2004 mit dem Bundesverdienstkreuz I. Klasse ausgezeichnet.
- Er wurde durch den Landschaftsverband Westfalen-Lippe mit der Freiherr-vom-Stein-Medaille in Silber geehrt.
- Es ist Träger des Verdienstordens des Landes Nordrhein-Westfalen.[1]